# Hermann Moog
Hermann Moog (* 29. Januar 1901 in Gelsenkirchen; † 24. März 1974 in Haltern) war ein deutscher Maler und Zeichner aus Westfalen.

## Leben und Wirken
Bereits als Jugendlicher strebte Hermann Moog eine künstlerische Ausbildung an und begann diese im Jahre 1918 – neben seiner kaufmännischen Lehre – mit einem Abendstudium an der Folkwangschule in Essen bei Professor Urbach. Ab 1921 besuchte er die Kunstakademie in Düsseldorf. Dort studierte er bei Professor August Deusser, der dem Expressionismus nahestand.
Bereits 1925 fanden Moogs Arbeiten anlässlich einer Ausstellung des Kulturvereins für Kunst und Wissen in Gelsenkirchen große Beachtung. Die Freundschaft und zeitweilige Ateliergemeinschaft mit dem Maler und Kunstpädagogen Professor Johannes Walter-Kurau in Berlin bestätigte ihn in seiner Entwicklung und führte ihn zur endgültigen künstlerischen Selbstständigkeit. 
1934 richtete Hermann Moog sich in Holtwick, das am Rand der Hohen Mark bei Haltern am See liegt, ein Atelier ein und malte in Anlehnung an den Rheinischen Expressionismus vorzugsweise Landschaften, die jedoch größtenteils im Zweiten Weltkrieg durch Bombenangriffe zerstört worden sind. In den 1920er und 1930er Jahren stellte er mit Christian Rohlfs und Otto Modersohn gemeinsam im Rahmen des Westfälischen Künstlerbundes aus.
Der Krieg führte ihn nach Albanien und Russland, von wo er Motive, Skizzen und Erinnerungen mitbrachte, die er in seine späteren Bilder einfließen ließ, z. B. Asowsches Meer (1942), Wanderer zwischen den Welten (1953). 1946 kehrte er aus der Kriegsgefangenschaft zurück und ließ sich endgültig in Haltern nieder, wo er sich mit seiner Frau Ruth ein Haus mit Atelier baute. In den ersten Nachkriegsjahren war er als Auftragskünstler und Kunstpädagoge in Gymnasien, Volkshochschulen und Berufsschulen aktiv und gründete 1950 in Marl die erste Kinder-Malschule Deutschlands (Malschule Insel).
Auf der Suche nach neuen Eindrücken, ging Hermann Moog auf „Entdeckungsreisen“. Ab 1953 besuchte er mehrfach Spanien, Südfrankreich und Italien. Aus dieser Zeit stammen viele Bilder, in denen die Weite des Himmels und das Meer, meist mit Booten, im Vordergrund stehen. 1965 besuchte er Russland und Japan.
In den 1960er und 1970er Jahren widmete er sich ganz der Malerei der ihn umgebenden Natur des Münsterlandes. „Ich entdecke die Einsamkeit in der Landschaft“, schrieb er in sein Tagebuch. Die gewachsene Natur anzuschauen und diese als unabhängig vom Menschen existierend zu begreifen, das wurde das Thema seines Lebens. Viele Eindrücke hielt er in seinen Skizzenbüchern oder als Bleistift-, Faserstift- oder Kohle-Zeichnungen fest. Auch Linolschnitte wurden zu einer bevorzugten Ausdrucksweise. Im Alter von 73 Jahren starb er in Haltern.

## Ausstellungen und Nachlass

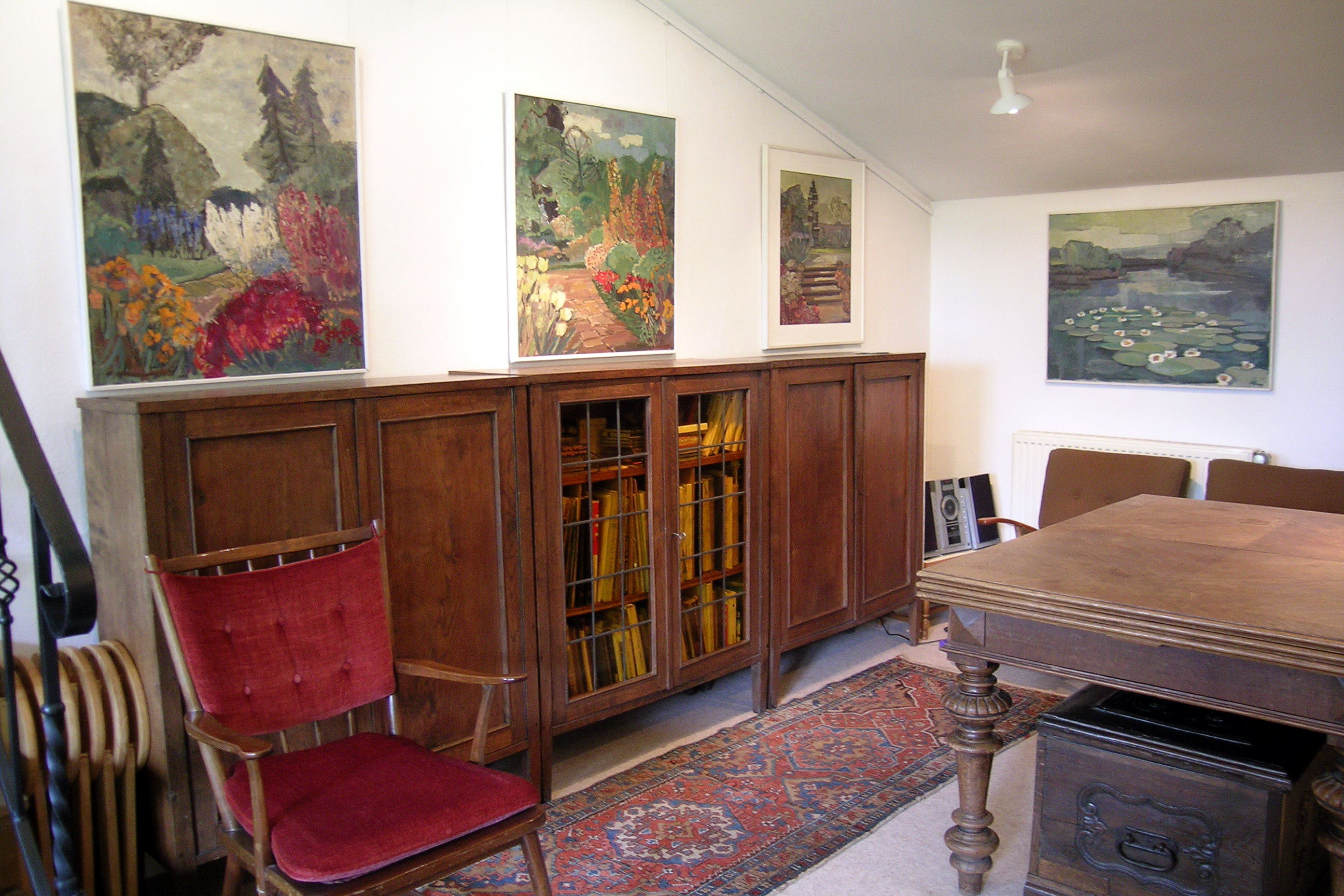
Hermann Moogs Atelier in seinem Haus in Holtwick

Von 1925 bis 1940 stellte Hermann Moog, gemeinsam mit anderen Künstlern aus Westfalen und dem Rhein-Ruhr-Gebiet, in Gelsenkirchen, Bochum, Dortmund, Münster, Soest, Düsseldorf, und Bielefeld aus. Einzelausstellungen seiner Bilder und Zeichnungen (Ölbilder und Grafiken) erfolgten ab 1955, vor allem in Marl, Recklinghausen, Münster, Wesel, Lembeck und Haltern, vor allem auch in seinem Haus und Atelier in Haltern-Holtwick. Seinem Tagebuch vertraute Hermann Moog an: „Meine Malerei ist die Geschichte meiner Entdeckungen geworden.“ Er hatte vor, mit dem Verlag Bongers Reproduktionen seiner Werke in einem Buch zu veröffentlichen, das nach seinem Tode – ganz entsprechend seiner Planung – von seiner Witwe Ruth Moog herausgegeben wurde. 
Zu den über 40 Ausstellungen nach dem Tod von Hermann Moog, die der Neffe des Künstlers (Hermann Moog aus Aachen) konzipiert und betreut hat, sind zum Teil Kataloge mit vielen Abbildungen erschienen. Anlässlich der ersten Ausstellung in dieser Folge schrieb der Kunstsammler Carl Ridder 1974 in den Ruhr-Nachrichten:
„In seinen Bildern steckt Hoffnung … Hermann Moog brachte etwas mit, was die Westfalen in besonderem Maße auszeichnet: die unpathetische Art, hinter die Dinge zu schauen.“